# Zelotes songus
Zelotes songus FitzPatrick, 2007 è un ragno appartenente alla famiglia Gnaphosidae.

## Etimologia
Il nome della specie deriva dal termine songa che in ndebele del nord significa arrotolato, in riferimento alla forma dei dotti epiginali.

## Caratteristiche
Questa specie non è stata attribuita a nessun gruppo: si distingue dalle altre per i margini anteriori della piastra dell'epigino che si estendono nella parte posteriore a formare una piastra mediana e per i dotti accentuatamente arrotolati.
L'olotipo femminile rinvenuto ha lunghezza totale è di 5,33mm; la lunghezza del cefalotorace è di 2,50mm; e la larghezza è di 1,75mm.

## Distribuzione
La specie è stata reperita nel Sudafrica settentrionale: l'olotipo femminile è stato rinvenuto nei pressi di Tuinplaas, situata nella municipalità locale di Mookgopong.

## Tassonomia
Al 2016 non sono note sottospecie e dal 2007 non sono stati esaminati nuovi esemplari.